# Caminata de San Sebastián
La Caminata de San Sebastián es un evento religioso con rasgos ecológicos y deportivos que se realiza el último sábado de enero de cada año en las cercanías de la ciudad de Maracay, dentro del estado Aragua, en Venezuela. El recorrido de esta peregrinación se inicia en la zona conocida como El Limón y finaliza en la Iglesia de Ocumare de la Costa. El recorrido es de 42 kilómetros atravesando las montañas del parque nacional Henri Pittier utilizando la única ruta pavimentada que une a la ciudad de Maracay con la zona costera de Venezuela. 

## Historia
El origen de este evento se asocial al Sr. Celso Bethencourt, originario de las Islas Canarias y al señor Francesco Centrone, originario de Italia, quienes realizaron este primer recorrido caminando para cumplir una promesa religiosa al patrono de Ocumare de la Costa llamado San Sebastián , terminando esta primera caminata el 20 de enero de 1987 en aproximadamente 12 horas.
Luego de esta primera peregrinación Francesco Centrone continúa realizando el mismo trayecto, todos los años el mismo día 20 de enero, día del San Sebastián realizando la caminata todos los años con familiares y amigos, formándose poco a poco una tradición de caminar el mismo trayecto cada año el mismo día.
En 1996 el número de caminantes llegó a 50, formándose el 20 de octubre de 1996 la Fundación Peregrinación San Sebastián para continuar con la caminata año tras año y hacer obras benéficas al pueblo de Ocumare con las donaciones percibidas.

## Recorrido
El recorrido aproximado es de 12 kilómetros de ascenso, 20 kilómetros de bajada y 10 kilómetros más en plano. La ruta tiene tradicionalmente 14 puntos de control e hidratación y finaliza frente a la Iglesia de Ocumare.